# 飛行群 (航空救難団)
航空救難団飛行群（こうくうきゅうなんだんひこうぐん）は、入間基地に所在する航空救難団隷下の部隊である。

## 沿革
- 1971年（昭和46年）03月01日： 航空救難群を航空救難団に改称、入間基地において飛行群新編。小牧救難隊は浜松へ移動し浜松救難隊に改称
- 1972年（昭和47年）10月30日： 臨時那覇救難隊新設
- 1973年（昭和48年）10月16日： 臨時那覇救難隊を整理し、那覇救難隊新設
- 1987年（昭和62年）01月29日： 臨時秋田派遣隊新設
- 1987年（昭和62年）03月31日： 臨時秋田派遣隊を秋田救難隊に改称
- 1987年（昭和62年）10月01日： 臨時入間ヘリコプター空輸隊新設
- 1988年（昭和63年）10月01日： 臨時入間ヘリコプター空輸隊を入間ヘリコプター空輸隊に改称
- 1989年（平成01年）03月16日： 組織改編により、航空支援集団へ隷属
- 1989年（平成01年）03月31日： 三沢ヘリコプター空輸隊新設
- 1992年（平成04年）03月31日： 那覇ヘリコプター空輸隊新設
- 1992年（平成04年）05月22日： 春日ヘリコプター空輸隊新設
- 2013年（平成25年）03月26日： 部隊改編により航空支援集団から航空総隊に隷属

## 部隊編成
- 群本部
- 千歳救難隊
- 秋田救難隊
- 松島救難隊
- 百里救難隊
- 新潟救難隊
- 浜松救難隊
- 小松救難隊
- 芦屋救難隊
- 新田原救難隊
- 那覇救難隊
- 三沢ヘリコプター空輸隊
- 入間ヘリコプター空輸隊
- 春日ヘリコプター空輸隊
- 那覇ヘリコプター空輸隊

## 主要幹部
| 官職名               | 階級    | 氏名     | 補職発令日     | 前職                     |
| -------------------- | ------- | -------- | -------------- | ------------------------ |
| 航空救難団飛行群司令 | 1等空佐 | 宮川知己 | 2020年06月17日 | 自衛隊静岡地方協力本部長 |

| 代 | 氏名       | 在職期間                        | 前職                                               | 後職                                                   |
| -- | ---------- | ------------------------------- | -------------------------------------------------- | ------------------------------------------------------ |
|    | 長嶋國雄   | 1971年03月01日 - 1972年07月16日 | 航空救難群勤務                                     | 航空自衛隊幹部学校付                                   |
|    | 本田靖生   | 1972年07月17日 - 1973年06月30日 | 航空自衛隊幹部学校研究員                           | 第1航空教育隊副司令                                    |
|    |            | 0000年00月00日 - 0000年00月00日 |                                                    |                                                        |
|    | 近藤恵     | 0000年00月00日 - 1976年03月15日 |                                                    | 第11飛行教育団勤務                                     |
|    | 森田仁志   | 1976年03月16日 - 1977年07月31日 | 航空救難団飛行群新潟救難隊長 兼 新潟分とん基地司令 | 航空救難団勤務                                         |
|    | 上岡陽     | 1977年08月01日 - 1979年07月31日 | 航空救難団司令部防衛部長                           | 自衛隊奈良地方連絡部長                                 |
|    | 中島敏行   | 1979年08月01日 - 1981年06月30日 | 第1航空団飛行群司令                                | 第2航空団副司令                                        |
|    | 和津田保雄 | 1981年07月01日 - 1983年07月31日 | 航空救灘団飛行群新潟救難隊長 兼 新潟分とん基地司令 | 航空自衛隊幹部学校勤務                                 |
|    | 南康男     | 1983年08月01日 - 1985年07月31日 | 航空救灘団飛行群新潟救難隊長 兼 新潟分屯基地司令   | 航空自衛隊幹部学校勤務                                 |
|    | 中村雅嘉   | 1985年08月01日 - 1986年12月04日 | 航空自衛隊幹部学校勤務                             | 航空幕僚監部人事教育部教育課長                         |
|    | 永山周治   | 1986年12月05日 - 1988年07月31日 | 航空幕僚監部防衛部運用課 飛行支援班長              | 保安管制気象団勤務                                     |
|    | 森田忠信   | 1988年08月01日 - 1990年11月30日 | 自衛隊鳥取地方連絡部長                             | 航空自衛隊幹部学校主任教官                             |
|    | 粟野信吾   | 1990年12月01日 - 1992年03月31日 | 航空教育集団司令部教育部 教育第1課長               | 防衛研究所所員                                         |
|    | 檜垣匡     | 1992年04月01日 - 1994年07月31日 | 航空幕僚監部人事教育部人事課勤務                   | 航空支援集団司令部防衛部長                             |
|    | 中野正治   | 1994年08月01日 - 1996年03月30日 | 航空救難団飛行群副司令                             | 航空開発実験集団司令部総務部長                         |
|    | 柴田雄二   | 1996年03月31日 - 1997年11月30日 | 第1航空団基地業務群司令                            | 航空支援集団司令部防衛部長                             |
|    | 柳原孝重   | 1997年12月01日 - 2000年03月31日 | 航空救難団飛行群副司令                             | 統合幕僚会議事務局第5幕僚室 防衛企画調整官 兼 総括班長 |
|    | 金木晴男   | 2000年04月01日 - 0000年00月00日 | 航空安全管理隊教育研究部長                         |                                                        |
|    | 梅木良寛   | 2001年12月01日 - 0000年00月00日 | 航空救難団飛行群副司令                             |                                                        |
|    | 池岡道範   | 2002年12月02日 - 2003年11月30日 | 航空救難団飛行群副司令                             | 航空教育集団司令部監理監察官                           |
|    | 今井文幸   | 2003年12月01日 - 2006年03月31日 | 航空支援集団司令部防衛部防衛課長                   | 航空救難団副司令                                       |
|    | 橋本信一郎 | 2006年04月01日 - 2007年12月02日 | 航空教育集団司令部監理監察官                       | 航空救難団副司令                                       |
|    | 鶴園和男   | 2007年12月03日 - 2009年11月30日 | 第1輸送航空隊副司令                                | 航空開発実験集団司令部監理監察官                       |
|    | 鈴木昭一   | 2009年12月01日 - 2010年12月19日 | 第1輸送航空隊副司令                                | 航空支援集団司令部監理監察官                           |
|    | 木戸文夫   | 2010年12月20日 - 2011年11月30日 | 航空支援集団司令部監理監察官                       | 航空救難団付                                           |
|    | 唐澤誓男   | 2011年12月01日 - 2012年11月30日 | 飛行点検隊司令                                     | 航空救難団付                                           |
|    | 中野弘幸   | 2012年12月01日 - 2014年01月14日 | 航空救難団飛行群副司令                             | 第2航空団副司令                                        |
|    | 原田豊     | 2014年01月15日 - 2016年07月30日 | 航空支援集団司令部防衛部 運用第2課長               | 航空救難団副司令                                       |
|    | 森敏章     | 2016年07月31日 - 0000年00月00日 | 情報本部勤務                                       |                                                        |
|    | 藤本悦夫   | 2017年09月01日 - 2020年06月16日 | 航空幕僚監部人事教育部援護業務課 援護第1班長       | 第13飛行教育団副司令                                   |
|    | 宮川知己   | 2020年06月17日 -                | 自衛隊静岡地方協力本部長                           |                                                        |